# Villaines-sous-Lucé
Villaines-sous-Lucé là một xã trong tỉnh Sarthe ở tây bắc nước Pháp. Xã này có diện tích 25,6 km2, dân số năm 2006 là 685 người.